# Monique Hennagan
Monique Hennagan (Columbia, 26 maggio 1976) è un'ex velocista statunitense, specializzata nei 400 metri piani e campionessa olimpica e mondiale della staffetta 4×400 metri.

## Biografia
Vinse la sua prima medaglia nel corso dei Mondiali indoor 1999 come membro della staffetta 4×400 metri statunitense, e la seconda nei Mondiali indoor 2003 (entrambe di bronzo).
Ai Giochi olimpici di Atene 2004 vinse l'oro nella stessa prova insieme a Sanya Richards, Monique Henderson e DeeDee Trotter (la Hennagan e la Trotter non disputarono la semifinale, sostituite da Crystal Cox e Moushaumi Robinson).

## Palmarès
| Anno | Manifestazione    | Sede       | Evento      | Risultato        | Prestazione | Note                          |
| ---- | ----------------- | ---------- | ----------- | ---------------- | ----------- | ----------------------------- |
| 1992 | Mondiali juniores | Seul       | 4×400 m     | 4ª               | 3'33"11     |                               |
| 1994 | Mondiali juniores | Lisbona    | 400 m piani | Argento          | 52"25       |                               |
| 1994 | Mondiali juniores | Lisbona    | 4×400 m     | Oro              | 3'32"08     |                               |
| 1999 | Mondiali indoor   | Maebashi   | 4×400 m     | Bronzo           | 3'27"59     | Record nord-centroamericano   |
| 2000 | Giochi olimpici   | Sydney     | 400 m piani | Quarti di finale | 51"85       |                               |
| 2000 | Giochi olimpici   | Sydney     | 4×400 m     | Oro              | 3'22"62     |                               |
| 2001 | Mondiali indoor   | Lisbona    | 400 m piani | 5ª               | 52"83       |                               |
| 2001 | Mondiali          | Edmonton   | 400 m piani | Semifinale       | 50"98       |                               |
| 2001 | Mondiali          | Edmonton   | 4×400 m     | 4ª               | 3'26"88     |                               |
| 2003 | Mondiali indoor   | Birmingham | 400 m piani | 5ª               | 52"08       | Miglior prestazione personale |
| 2003 | Mondiali indoor   | Birmingham | 4×400 m     | Bronzo           | 3'31"69     |                               |
| 2004 | Giochi olimpici   | Atene      | 400 m piani | 4ª               | 49"97       |                               |
| 2004 | Giochi olimpici   | Atene      | 4×400 m     | Oro              | 3'19"01     |                               |
| 2007 | Mondiali          | Osaka      | 4×400 m     | Oro              | 3'18"55     | [ 1 ]                         |

## Campionati nazionali
- 1 volta campionessa nazionale dei 400 m piani (2004)
- 2 volte campionessa nazionale indoor dei 400 m piani (2002, 2003)

## Altre competizioni internazionali
1998
- 4ª in Coppa del mondo ( Johannesburg), 4×400 m - 3'25"34

2002
- 4ª alla Grand Prix Final ( Parigi), 400 m piani - 51"56

2004
- Argento alla World Athletics Final ( Monaco), 400 m piani - 50"20

2005
- 6ª alla World Athletics Final ( Monaco), 400 m piani - 51"31